# 集點樹
集點樹是一款由台灣由樹懶科技開發的行動應用程式，於2016年8月發表。該程式提供線上集點服務，並整合多家商家發行的的優惠點數，透過自行發行的虛擬通貨「樹幣」以移轉不同商家的點數。以數位行銷與整合作為用戶端前台主要功能，大數據作為後台支援，具備數據紀錄、消費輪廓分析及會員資料建立的功能。除了數位集點卡的介面，尚有POINTREE系列角色圖鑑集。